# Полукозловой кран
Полу́козло́вой кра́н (англ. Semi-portal bridge crane) — кран мостового типа, мост которого опирается непосредственно на крановый путь с одной стороны, а с другой — с помощью опорной стойки.

## Описание
Данный тип кранов выпускается по индивидуальным заказам или ограниченными партиями с использованием узлов типовых одно- или двухбалочных мостовых кранов. Как правило, эти краны имеют бесконсольные мосты и предназначены для установки в помещении.

## Технические характеристики
| Грузоподъёмность: | 16-20 т.                   |
| Пролёты:          | 12-20 м                    |
| Скорости:         | аналогичны мостовым кранам |

## Описание конструкции
Несущая конструкция двухбалочных полукозловых кранов представляет собой мост, опирающийся одной стороной на концевую балку, а другой — на две трубчатые или коробчатые стойки, которые смонтированы на ходовой балке (по типу применяемых на козловых кранах). Стойки соединяются пролётными балками моста при помощи фланцев. Приводные механизмы передвижения находятся на ходовой и на концевой балках. Стойки в верхней части или пролётные балки непосредственно около фланцев примыкания стоек должны быть связаны между собой жёсткой поперечиной.
Нижние пути полукозловых кранов иногда создают препятствия перемещению напольных транспортных средств. Для предотвращения этого применяют трамвайные рельсы или два железнодорожных рельса, вплотную уложенные друг к другу. Рельсы устанавливают на одном уровне с поверхностью пола. Колёса ходовой балки выполняют одноребордными или с центральной ребордой. Иногда применяют колёса с пластмассовыми ободьями, перекатывающимися непосредственно по покрытию пола помещения.

## Маркировка кранов
- Маркировка кранов